# Al Kazim Towers
Al Kazim Towers (Alternativname Business Central Twin Towers) ist der Name eines Komplexes von Zwillingstürmen in Dubai (Vereinigte Arabische Emirate). Die beiden Türme sind je 265 Meter hoch und haben 53 Etagen. Diese werden fast ausschließlich für Büros in Anspruch genommen. Sie erreichten im November 2007 ihre volle Höhe und wurden Anfang 2008 fertiggestellt. Mit ihrem bogenartigen Dachaufbau ähneln die Zwillingstürme dem Chrysler Building in New York City.